# Bientôt ce sera Noël
Albums de Damien Robitaille
Univers parallèles
(2017)
Bientôt ce sera Noël est le sixième album de l'auteur-compositeur-interprète franco-ontarien Damien Robitaille publié le 1er novembre 2019 sur le label québécois Audiogram.

## Historique
Cet album est un opus composé de quelques reprises de chansons de Noël traditionnelles (comme Cloches de Noël tirée des cahiers de La Bonne Chanson et Jésus est né l'une des plus vieilles chansons du Canada datant du XVIIe siècle), de chansons folks (Christmas Anyway de Joshua Neilson et Christmas in Prison de John Prine) et de six titres originaux. Pour son auteur, chanter à Noël constitue une tradition familiale bien ancrée, et importante, qui l'a poussé à réaliser dès l'automne 2018 un album avec des musiques qui ont « toujours été présentes dans [sa] vie », lui qui par ailleurs a pratiqué le chant religieux choral dans son enfance et adolescence en Ontario, et a été amené à chanter pendant les fêtes de fin d'année.
Les arrangements et la réalisation sont faits une nouvelle fois avec Carl Bastien, ami et collaborateur régulier de Damien Robitaille. La pochette est l'œuvre de Francis Champoux tandis que les illustrations de l'albums sont de Charles-Étienne Brochu.
L'album est présenté en public à l'édition 2019 du Festival Noël dans le parc de Montréal lors des « Concerts sous le sapin » auxquels participe régulièrement Damien Robitaille.

## Liste des titres de l'album
1. Bientôt ce sera Noël – 2 min 50 s
2. Tu m'emballes – 3 min 08 s
3. Miss Christmas – 3 min 32 s
4. Digadigado (Noël dans le ciel) – 3 min 22 s
5. La Parade du père Noël – 2 min 31 s
6. Le Dernier Noël – 4 min 01 s
7. Christmas Anyway de Joshua Neilson – 3 min 29 s
8. Cloches de Noël – 3 min 06 s
9. Jésus est né – 2 min 54 s
10. Christmas in Prison de John Prine – 3 min 36 s

## Musiciens

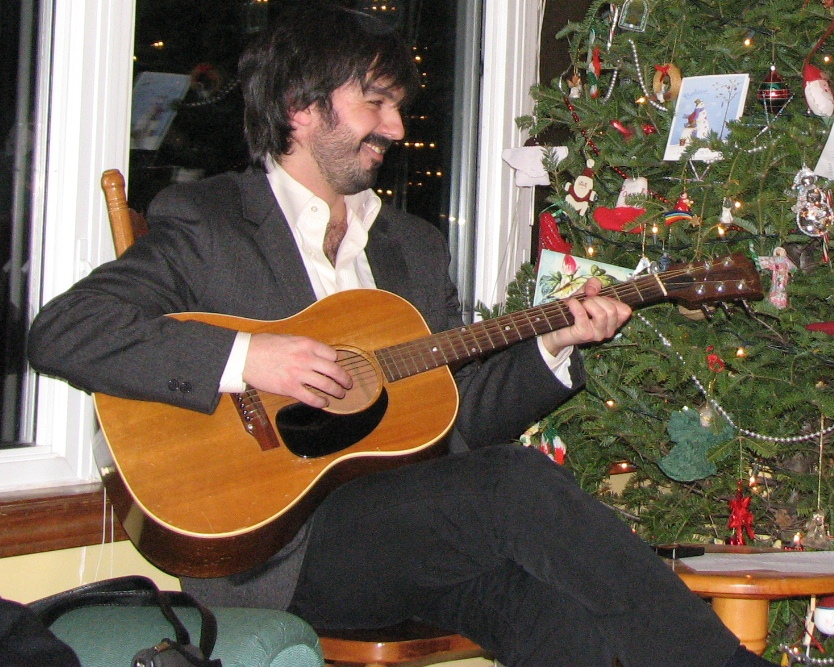
Damien Robitaille à la Noël 2009.

Les musiciens ayant participé à l'album sont :
- Damien Robitaille : chant, guitare, piano
- Carl Bastien : claviers, guitares, percussions, arrangements
- Max Sansalone : batterie
- Fabienne Gilbert : basse
- Patrick Dugas : guitare électrique
- William Gough : guitare, guitare pedal steel
- Jean-Nicolas Trottier : trombones
- David Carbonneau : trompettes
- Benjamin Deschamps : flutes, piccolos, clarinettes
- Fabienne Gilbert, Annick Brémault, Marie-Christine Depestre, Frank Julien : chœurs

## Accueil de la critique
À sa parution, La Presse considère que « cet album sans prétention aux accents pop, rétro, R&B, swing et folk propose des chansonnettes simples menées par la voix réconfortante de Damien Robitaille » pour ce qui constitue selon la critique du journal un « un album de Noël à son image : ludique, avec un soupçon de naïveté et beaucoup de sincérité ». Pour Le Devoir, Bientôt ce sera Noël est un album « un peu messe à gogo, un peu Boum Ding Band, drôle et tendre, soulful et réjouissant, original et familier » à l'image de son auteur. Enfin, exactement sur la même ligne le journal 24 heures y voit de plus « un album à écouter pour se mettre dans l’ambiance heureuse du temps des Fêtes »

## Distinctions
- Gala des prix Trille Or (APCMO) en 2021[8],[9] :
  - Prix de la « Présence web » (en raison de son intense activité créatrice sur la toile après la parution de l'album durant les périodes de confinement[10],[6])
  - Nomination au prix de l'« Artiste solo »
  - Nomination au prix de l'« Auteur.e et/ou compositeur.trice (artiste solo ou groupe) »
  - Nomination au prix de la « Chanson primée »
  - Nomination au prix du « Meilleur spectacle »
  - Nomination au prix du « Meilleur spectacle en ligne »
  - Nomination au prix de l'« Artiste solo ou groupe – Pop »
  - Nomination au prix du « Coup de cœur des médias »